# Jan Nylander
Jan Olof Nylander, född 8 april 1954 i Varberg, är en svensk journalist, främst känd som reporter och ekonomisk kommentator i SVT:s nyhetsprogram.
Hans journalistbana började hos Hallands Nyheter i Falkenberg 1978. Som ekonomireporter har han senare arbetat på Sydsvenskan i Malmö och Dagens Nyheter i Stockholm.
Han började som vikarie på Rapport år 1992 och blev kvar där. Den 31 mars 2019 gick han i pension från SVT. Han har även gjort reportage för Norra magasinet och ett för Uppdrag granskning.
Jan Nylander är bror till friidrottaren Sven Nylander.